# Бюльбюль строкатий

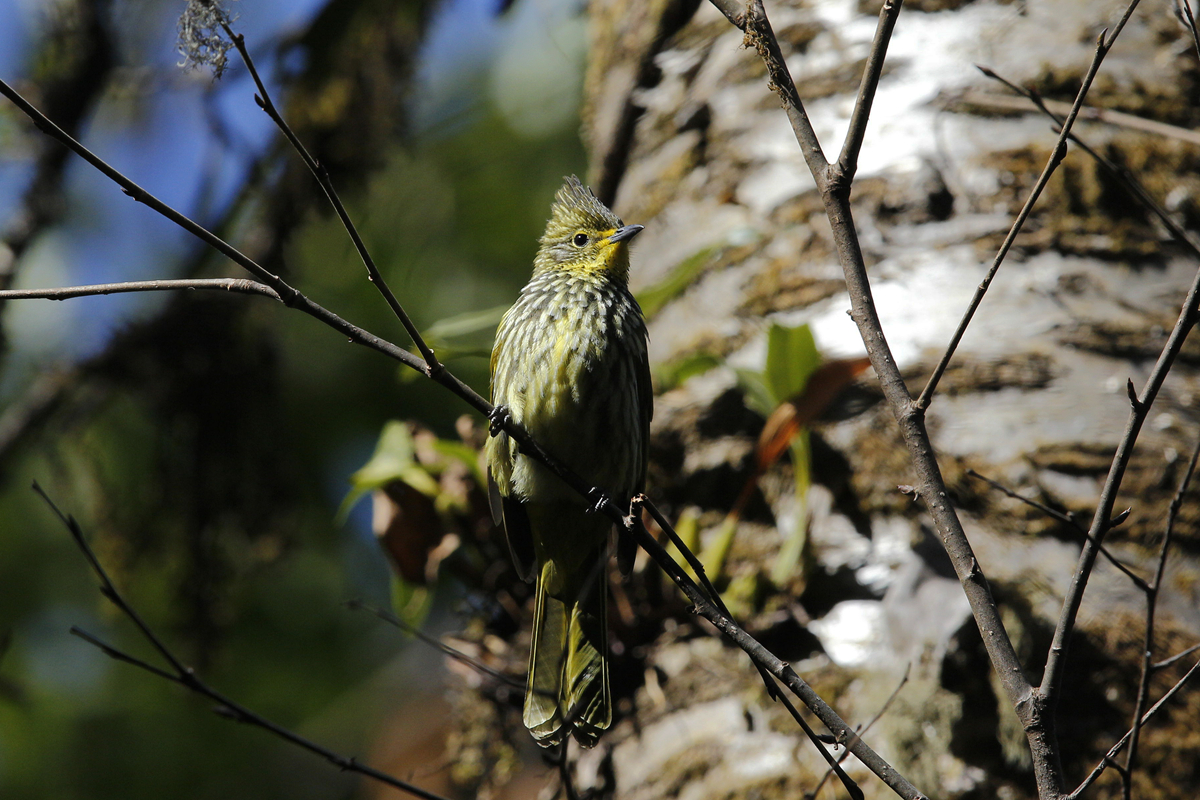
Строкатий бюльбюль

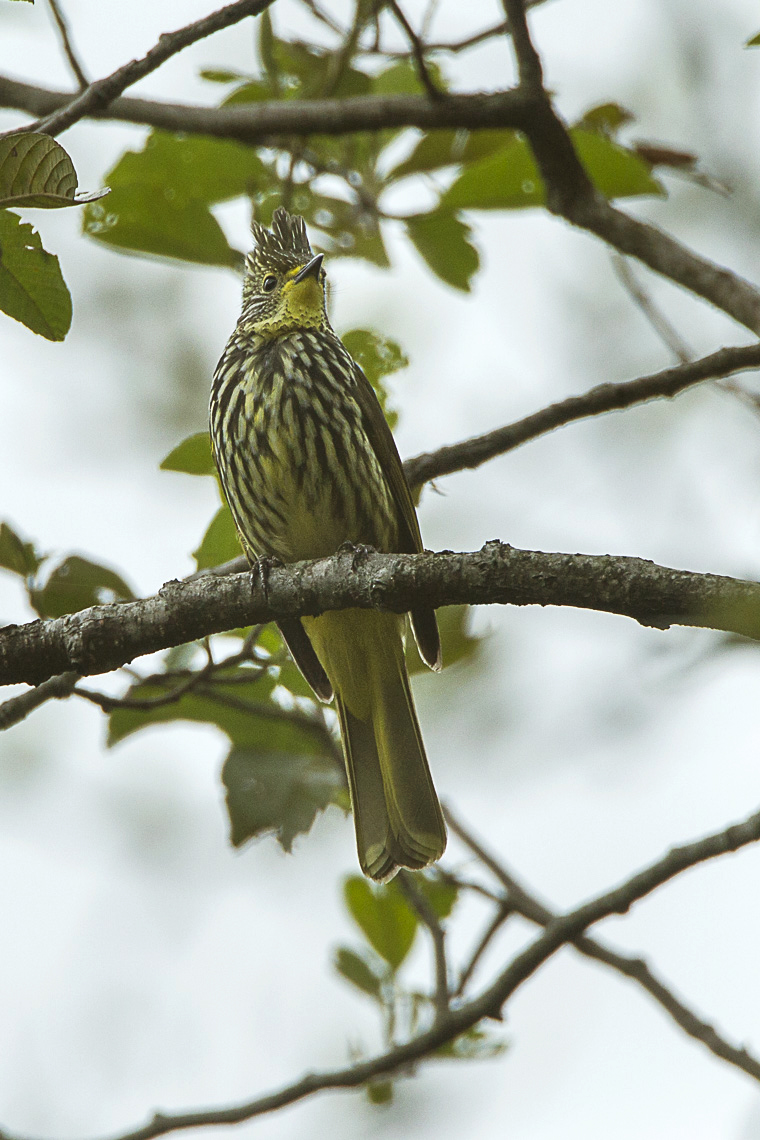
Строкатий бюльбюль (Бутан)

Бюльбю́ль строкатий (Alcurus striatus) — вид горобцеподібних птахів родини бюльбюлевих (Pycnonotidae). Мешкає в Гімалаях і Південно-Східній Азії.

## Підвиди
Виділяють три підвиди:
- A. s. striatus (Blyth, 1842) — східні Гімалаї, Північно-Східна Індія, південний Китай і західна М'янма;
- A. s. arctus (Ripley, 1948) — гори Мішмі[en] (Північно-Східна Індія);
- A. s. paulus Bangs & Phillips, JC, 1914 — східна М'янма, південний Китай і північний Індокитай.

## Поширення і екологія
Строкаті бюльбюлі мешкають в Індії, Непалі, Бутані, Китаї, М'янмі, Таїланді, Лаосі і В'єтнамі. Вони живуть у вологих гірських і рівнинних тропічних лісах.